# النا سیاک
النا سیاک (فرانسوی: Héléna Ciak‎؛ زادهٔ ۱۵ دسامبر ۱۹۸۹) بازیکن بسکتبال اهل فرانسه است.
وی در مسابقات کشوری و بین‌المللی در مجموع برندهٔ ۳ مدال نقره، ۱ مدال برنز شده‌است.